# Sutalia
Sutalia o Suthalia fou un estat tributari protegit, un thakurat garantit pels britànics, sota un giràsia (cap) supervisat pel superintendent polític de l'agència de Bhopal. Pagava un tribut de 340 lliures al raja de Rajgarh dins de l'estat del qual el giràsia governava 12 pobles. Els ingressos s'estimaven en 2200 lliures.
La població el 1881 eren 5.108 habitants, dels quals 4.661 eren hindús.